# Capella de la Concepció de Pujalt
La capella de la Concepció és una església de Pujalt (Anoia) protegida com a bé cultural d'interès local.

## Descripció
La capella de la Concepció és situada a l'entrada del poble, a ran de muralla. És una construcció del segle XIV-XV, documentada des del 1399. És feta de pedra i té una sola nau amb volta apuntada, feta tota ella amb pedra de bon carreu, i un original campanar d'espadanya de forma triangular amb tres arcs i costats arrodonits. És presidida per una imatge gòtica, de marbre policromat, de la Mare de Déu amb el Nen que porta un llibre a les mans. Es construí perquè l'església parroquial era extramurs. El 1546 a la vila hi havia un hospital situat a prop d'aquesta capella. Un dels seus costats fou aprofitat per construir-hi un carrer porticat que forma part del call.

## Història
Aquesta capella fou edificada a partir de l'any 1399 en què Hug de Cardona-Anglesola cedí l'alou del terreny, i després d'obtenir el permís del bisbe de Vic el 28 de juny del mateix any.
Durant la guerra civil de 1936-39 s'instal·là a Pujalt la base d'instrucció militar del 18è cos d'exèrcit republicà. La capella va fer, durant aquell temps, la funció de centre cultural. Era el lloc on assajava la banda de música. A davant mateix, a l'edifici que havia estat la rectoria, hi ha via les oficines militars.
El saqueig del 1936 no li va fer perdre el retaule renaixentista de 1638 però si que va malmetre quadres i les imatges de sant Joaquim i santa Anna. En la restauració que es va emprendre el 1969 es va tornar a donar a la teulada la fesomia a doble vessant.
Durant la Guerra civil espanyola formava part de les instal·lacions del XVIII Cos de l'Exèrcit Republicà fent-se servir com a Centre Cultural. És una de les instal·lacions que formen part del Memorial del XVIII Cos de l'Exèrcit Republicà.